# DLG5
DLG5‏ (Discs large MAGUK scaffold protein 5) هوَ بروتين يُشَفر بواسطة جين DLG5 في الإنسان.

## الوظيفة
يُشفِّر هذا الجين عضوًا من عائلة مُتماثلات الأقراص الكبيرة (DLG)، وهي مجموعة فرعية من عائلة غوانيلات كيناز المرتبطة بالغشاء (MAGUK). تتكون بروتينات MAGUK من نطاق غوانيلات كيناز غير نشط تحفيزيًا، بالإضافة إلى نطاقي PDZ وSH3، ويُعتقد أنها تعمل كجزيئات داعمة في مواقع التلامس بين الخلايا. يتمركز البروتين المُشفَّر بواسطة هذا الجين في الغشاء البلازمي والسيتوبلازم، ويتفاعل مع مكونات الموصلات الملتصقة والهيكل الخلوي. ويُقترح أنه يعمل في نقل الإشارات خارج الخلية إلى الهيكل الخلوي وفي الحفاظ على بنية الخلايا الظهارية. وقد وُصفت متغيرات الربط البديلة، ولكن لم تُحدَّد طبيعتها البيولوجية بعد.

## التفاعل
لقد ثبت أن DLG5 يتفاعل مع SORBS3.